# SOS CLIPS Vol.2
『SOS CLIPS Vol.2』（エスオーエス・クリップス・ヴォリューム2）は、Skoop On Somebodyのビデオ・クリップ集。2005年3月24日発売。

## 概要
- グループ2作目のビデオ・クリップ集。
- DVD, UMDでそれぞれリリースされた。
- 副音声にはメンバー3人のコメントが収録されている。

## 収録曲
1. atomorrowsong
作詞:松尾潔、S.O.S.　作曲・編曲:Face 2 fAKE
2. Tears of JOY
作詞:松尾潔　作曲・編曲:S.O.S.
3. ぼくが地球を救う〜Sounds Of Spirit〜
作詞:松尾潔、S.O.S.　作曲:S.O.S.　編曲:鷺巣詩郎
4. 抱きしめて
作詞・作曲:TAKE　編曲:松浦晃久
5. Sing a Song
作詞・作曲:TAKE　編曲:YANAGIMAN
6. 琥珀の月
作詞:小山内舞、TAKE　作曲:KO-HEY　編曲:S.O.S.
7. Smile Again
作詞:小山内舞、TAKE　作曲:KO-ICHIRO　編曲:S.O.S.
8. 最後の夜明け
作詞:TAKE　作曲:KO-HEY　編曲:S.O.S.
9. December
作詞:宇多丸　作曲:松本良喜　編曲:S.O.S.
10. 街に愛があふれて…
作詞:TAKE　作曲:KO-ICHIRO　編曲:S.O.S.
11. 特典映像 (TV-SPOT)